# Ң (кирилиця)
Ң, ң — кирилична літера, утворена від Н. 
Вживається в башкирській (19-та), казахській (19-та), татарській (18-та), киргизькій (16-та), дунганській (17-та), калмицькій (19-та) та тувинській (16-та) мовах. Позначає м'якопіднебінний носовий приголосний звук /ŋ/.